# Bistum Caltanissetta
Das Bistum Caltanissetta (lat.: Dioecesis Calatanisiadensis, ital.: Diocesi di Caltanissetta) ist eine auf Sizilien gelegene Diözese der römisch-katholischen Kirche mit Sitz in Caltanissetta. Sie gehört zur Kirchenprovinz Agrigent in der Kirchenregion Sizilien und ist ein Suffraganbistum des Erzbistums Agrigent.

## Geschichte

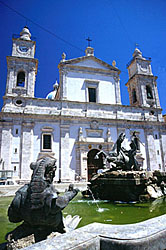
Kathedrale Santa Maria La Nova in Caltanissetta

Die Entstehung des Bistums Caltanissetta geht zurück auf einen Plan zur Verbesserung der seelsorglichen Betreuung der Bevölkerung Siziliens, der durch das Sizilianische Parlament beschlossen und am 5. April 1778 König Ferdinand I. vorgelegt wurde. Hierzu sollten neue Diözesen errichtet werden. Jedoch wurde der Gründungsprozess während der Französischen Revolution unterbrochen und konnte erst am 24. März 1802 durch das Sizilianische Parlament wieder aufgenommen werden. Zunächst wurden lediglich die Bistümer Caltagirone (1816) sowie Piazza Armerina und Nicosia (1817) errichtet.
Nachdem Caltanissetta 1819 Provinzhauptstadt geworden war, stellte Giuseppe Cinnarella, Mitglied des Sizilianischen Parlaments, im Folgejahr den Antrag, die Stadt zum Bischofssitz zu machen. Im Dezember 1822 wurde eine Petition an König Ferdinand I. gerichtet, die sich auf Artikel 3 des Konkordats von 1818 stützte, der eine Erhöhung der Zahl der sizilianischen Diözesen vorsah, und auf die Notwendigkeit, aus pastoralen Gründen das Bistum Agrigent aufzuteilen. Mit Zustimmung des Bischofs von Agrigent, Pietro Maria D’Agostino, wurde der Gründungsprozess eingeleitet, aber aufgrund des Mangels an finanziellen Mitteln zum Unterhalt der Diözesanstrukturen verzögerte sich die Gründung des Bistums Caltanissetta nochmals um einige Jahrzehnte. Am 25. Mai 1844 wurde das Bistum Caltanissetta schließlich durch Papst Gregor XVI. mit der Bulle Ecclesiae universalis aus Gebietsabtretungen der Bistümer Agrigent, Cefalù und Nicosia errichtet und dem Erzbistum Monreale als Suffraganbistum unterstellt.
Der von 1858 bis 1896 amtierende Bischof Giovanni Battista Guttadauro di Reburdone gründete das Priesterseminar des Bistums und die Accademia di San Tommaso d’Aquino zur Ausbildung des Klerus. Zudem förderte er die Volksfrömmigkeit mit Initiativen zu den Marienmonaten Mai und Oktober sowie zur eucharistischen Verehrung. Sein Nachfolger Ignazio Zuccaro (1896–1906) wurde nach einer Untersuchung durch den Apostolischen Visitator Ernesto Bresciani seines Amtes enthoben. Bischof Alfredo Maria Garsia (1973–2003) errichtete das Theologische Institut „Mons. Guttadauro“ und das Institut für Religionswissenschaften „Sant’Agostino“. Die erste Diözesansynode des Bistums Caltanissetta fand 1989 statt. 1993 besuchte Papst Johannes Paul II. das Bistum.
Infolge der Auflösung der Kirchenprovinz Monreale am 2. Dezember 2000 wurde das Bistum Caltanissetta der neu gegründeten Kirchenprovinz Agrigent zugeordnet.

## Territorium
Das Territorium des Bistums Caltanissetta, das in vier Vikariate unterteilt ist, umfasst die Gemeinden Caltanissetta, Acquaviva Platani, Bompensiere, Campofranco, Delia, Marianopoli, Milena, Montedoro, Mussomeli, Resuttano, San Cataldo, Santa Caterina Villarmosa, Serradifalco, Sommatino, Sutera, Vallelunga Pratameno und Villalba im Freien Gemeindekonsortium Caltanissetta sowie Calascibetta im Freien Gemeindekonsortium Enna.

## Bischöfe von Caltanissetta
- Antonino Maria Stromillo CR, 1845–1858
- Giovanni Battista Guttadauro di Reburdone, 1858–1896
- Ignazio Zuccaro, 1896–1906
- Antonio Augusto Intreccialagli OCD, 1907–1914, dann Koadjutorerzbischof von Monreale
- Giovanni Jacono, 1921–1956
- Francesco Monaco, 1956–1973
- Alfredo Maria Garsia, 1973–2003
- Mario Russotto, seit 2003